# ۳۳ (فیلم)
۳۳ (اسپانیایی: Los 33‎) یک فیلم درام شیلی-کلمبیایی است که در سال ۲۰۱۵ منتشر شد. این فیلم به حادثه ۲۰۱۰ معدن سن خوزه در سال ۲۰۱۰ اشاره دارد.

## خلاصه داستان
این فیلم بر پایه یک رویداد واقعی ساخته شده و داستان ۳۳ معدنچی را نقل می‌کند که به مدت ۶۹ روز در زیر زمین حبس شدند.

## بازیگران
- آدریانا بارازا
- آنتونیو باندراس
- باب گانتون
- کوته دی پابلو
- گابریل بیرن
- جیکوب بارگاس
- جیمز برولین
- ژولیت بینوش
- لو دایموند فیلیپس
- ماریو کاساس
- نائومی اسکات
- پائولینا گارسیا
- خودریگو سانتورو